# Dragon Ball: Zenkai batoru roiyaru
Dragon Ball: Zenkai batoru roiyaru (ドラゴンボール ZENKAIバトルロイヤル, Doragon bōru: Zenkai batoru roiyaru, littéralement « Dragon Ball: Zenkai Battle Royale »), initialement titré Dragon Ball: Zenkai Battle (ドラゴンボール ゼンカイバトル, Doragon bōru: Zenkai batoru, littéralement « Dragon Ball: Zenkai Battle »), est un jeu vidéo de combat édité et développé par Namco Bandai en 2011. Cinq ans après Super Dragon Ball Z, le jeu marque le retour de l’anime Dragon Ball sur borne d’arcade. Le système de jeu se rapproche des jeux Gundam Versus pour son côté combat en coopération.